# مدولارک لمون
مدولارک لمون (انگلیسی: Meadowlark Lemon؛ ۲۵ آوریل ۱۹۳۲ – ۲۷ دسامبر ۲۰۱۵) یک بازیکن بسکتبال، و هنرپیشه اهل ایالات متحده آمریکا بود.
از باشگاه‌هایی که در آن بازی کرده‌است می‌توان به هارلم گلوبتراترز اشاره کرد.